# Liistonotus
Liistonotus is een geslacht van wantsen uit de familie van de Miridae (Blindwantsen). Het geslacht werd voor het eerst wetenschappelijk beschreven door Odo Reuter in 1906.

## Soorten
Het genus bevat de volgende soorten:

- Liistonotus melanostoma (Reuter, 1906)
- Liistonotus xanthomelas Reuter, 1906